# Albuñol
Albuñol és un municipi de la província de Granada, Andalusia, Espanya. Comprèn els nuclis d'Albuñol, La Rabita, Los Castillas, El Pozuelo, Huarea i Haza Mora. S'ha dit que el seu nom prové de l'àrab Hins Al-Bonyul (Castell de la vinya), però és evident que fonèticament tal hipòtesi no se sosté.

## Demografia
| 1930 | 1940 | 1950 | 1960 | 1970 | 1981 | 1991 | 2001 | 2005 |
| ---- | ---- | ---- | ---- | ---- | ---- | ---- | ---- | ---- |
| 7608 | 8225 | 8058 | 7385 | 6589 | 5530 | 5336 | 5784 | 6215 |